# 五井持軒
五井 持軒（ごい じけん、寛永18年2月22日（1641年4月2日） - 享保6年閏7月18日（1721年9月9日））は江戸時代中期の儒学者。名は守任、通称は加助、本姓は藤原氏。四書を重んじ、四書屋加助と渾名された。

## 生涯
寛永18年（1641年）、五井守純と那須氏の間の次男として大坂に生まれた。幼くして祖父守香の下に預けられ、和漢の学問の手解きを受けた。明暦元年（1655年）には京都に遊学して伊藤仁斎、中村惕斎に学び、貝原益軒兄弟や松下見林、三輪執斎、下河辺長流等と交わった。当初は医業を志し向井元升、中島長安に医学を学んだが、ある婦人を救えなかったことを期に儒学に転じた。当時儒学の盛んだった備前岡山藩に赴いたが、寛文10年（1670年）大坂に帰り、在坂儒者の先駆として勢力的に儒学を広めた。上総飯野藩主保科正景や大和郡山藩主本多忠平から招聘を受けたが、固辞した。
享保6年（1721年）閏7月18日死去。3日後代々の墓所である大阪市北区同心の九品寺に葬られた。
大正13年（1924年）、従五位を追贈された。

## 著作
- 『校註日本紀』 - 『日本書紀』注釈書。
- 『和語集解』
- 『神道遺書』
- 『五井持軒和歌遺稿』

## 家族
- 祖父：五井守香 - 法号は禅久。幼少時は尊朝法親王に仕え、幕臣賀古豊前守某や伊予宇和島藩主伊達秀宗の招聘を辞して大坂に退隠した。節用集の作があったという。
- 父：五井守純 - 通称は善次郎、法号は浄隠。守香の次男。
- 母：那須氏
- 兄
- 妻：香川氏（? - 享保9年（1724年）3月29日）
  - 長男：五井孫太郎 - 夭折
  - 次男：五井桐陰（天和元年（1681年） - 宝暦11年（1761年）9月） - 名は純実。通称は内記、権蔵。砲術を学び、鷹司家に使え、江戸で御先手組鉄砲与力となる。
  - 女子 - 水谷氏に嫁ぐ。
  - 三男：五井蘭洲